# Fernando Filipe, Duque de Orleães
Fernando Filipe Luís Carlos Henrique José de Orleães (em francês:  Ferdinand Philippe Louis Charles Henri Joseph d'Orléans; Palermo, 3 de setembro de 1810 – Neuilly-sur-Seine, 13 de julho de 1842), foi o filho mais velho do rei Luís Filipe I da França e da rainha consorte Maria Amélia de Nápoles e Sicília. Herdeiro da Casa de Orléans desde o nascimento, após a sucessão de seu pai como rei dos franceses em 1830, ele se tornou o Príncipe Real da França e Duque de Orleães.

## Biografia

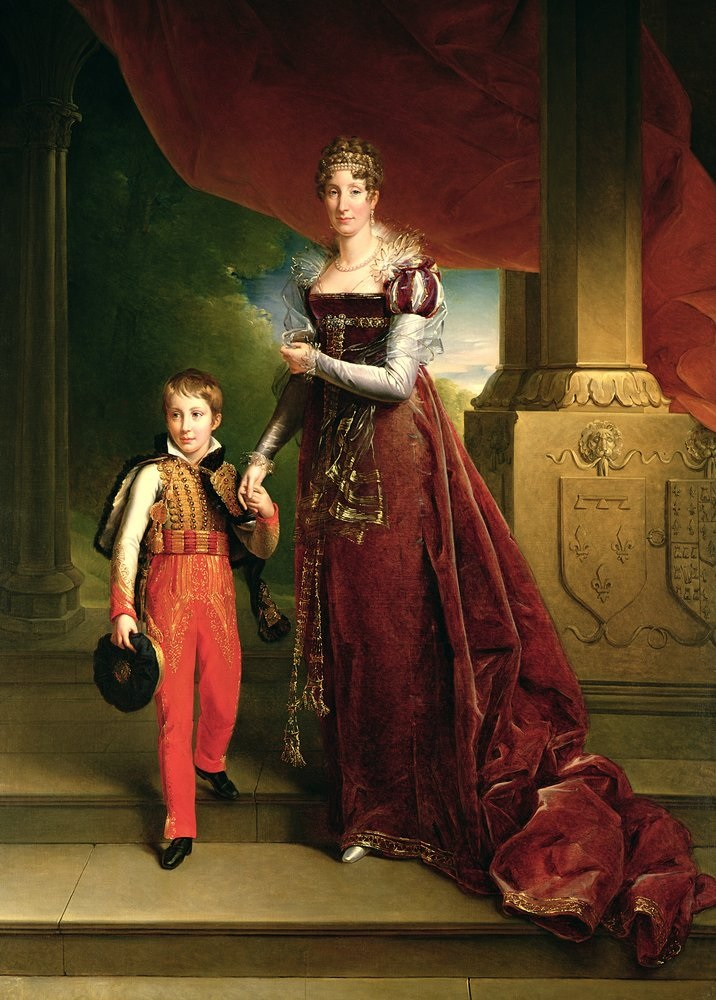
Maria Amélia, Duquesa de Orleães e seu filho o Duque de Chartres
Louis Joseph Noyal, 1819

Nascido durante o exílio de seus pais na Sicília, e foi chamado Fernando, nome incomum na família real francesa, em homenagem ao seu avô, o rei das Duas Sicílias, Fernando I. Ele viajou para a França pela primeira vez em 1814, após a queda de Napoleão, e finalmente lá se estabeleceu em 1817. O príncipe recebeu uma educação liberal em completa igualdade com os seus pares, e depois de estudar na Ecole Polytechnique passou a integrar o primeiro regimento dos hussardos, estabelecido em Lunéville, onde foi feito coronel pelo rei Carlos X.
Em 1830, ele estava na guarnição de Joigny quando a Revolução de 1830 eclodiu. Ele ostentou a bandeira tricolor e marchou com pressa para ajudar os parisienses rebeldes, entrando na capital à frente de seu regimento em 3 de agosto daquele ano.
Com o advento da monarquia de Julho, ele ganhou o título de duque de Orleães e se tornou Príncipe Real da França. Seu pai o apresentou ao seu Conselho, mas o príncipe, de grande temperamento, manteve frequentes confrontos com os doutrinadores, o que o levou a renunciar logo após as pressões de Casimir Perier, presidente do mesmo.
Além desses contratempos políticos, o príncipe real desfrutou de grande popularidade, especialmente depois de sufocar quase sem violência uma revolta popular em Lyon e também graças à sua atitude durante a epidemia de cólera de 1832, quando levou os mais doentes ao Hôtel- Dieu sem se preocupar com o risco de contágio que estava correndo. Ele era considerado um príncipe generoso, sinceramente preocupado com o destino dos mais necessitados, e era uma espécie de ícone da oposição dinástica de Odilon Barrot, que via nele o príncipe capaz de reconciliar as aspirações democráticas da França moderna e a herança do passado monarquista.
Da mesma forma, o duque de Orleães era um amante da literatura, música e artes plásticas. Em seus apartamentos no Palácio das Tulherias, ele reuniu uma coleção de objetos da Idade Média e do Renascimento, cerâmicas de Bernard Palissy, maiólicas e cerâmicas mourisco-espanhola, porcelanas chinesas e japonesas, móveis de Caffieri, Oeben, Riesener e Jacob.

## Casamento
O casamento do duque de Orleães se converteu em um dos assuntos políticos mais importantes da monarquia de Julho, especialmente após o atentado de Fieschi que esteve prestes a acabar com a vida do rei Luís Filipe. Antes da revolução de 1830, esteve prometido à neta de Carlos X, Luísa de Artois (1819-1864), mas esse projeto foi naturalmente descartado após o destronamento de Carlos X pelo ramo de Orleães.
Partindo da ideia que a monarquia de Julho precisava de novos aliados na Europa, o que permitiria que ela não dependesse exclusivamente da Inglaterra, se tentou casar o duque de Orleães com uma das filhas do rei Guilherme I de Württemberg, as princesas Maria (nascida em 1816) e Sofia, mas o pai das princesas recusou a proposta, algo que se tornaria ainda mais humilhante quando a princesa Maria se casou, em 1840, com o conde austríaco Alfred Neipperg. Outra candidata foi a arquiduquesa Maria Teresa Isabel da Áustria, filha de Carlos, Duque de Teschen, um projeto que também não se concretizou. Restavam então apenas dois partidos entre as princesas católicas, a princesa Januária Maria de Bragança, filha do imperador Pedro I do Brasil, e a infanta Isabel Fernanda, filha do infante Francisco de Paula da Espanha, irmão mais novo do rei Fernando VII. Ambas foram descartadas, a primeira em razão da distância física e a segunda por causa de seu físico, já que ela era muito magra e ruiva.
A escolha recaiu sobre as princesas protestantes alemãs. Se pensou nas princesas Luísa de Hesse-Cassel, Maria de Saxe-Altemburgo e Vitória de Saxe-Coburgo-Koháry (futura esposa de seu irmão Luís, Duque de Némours). Finalmente, a escolha recaiu sobre duquesa Helena de Mecklemburgo-Schwerin, filha do Grão-duque hereditário Frederico Luís de Mecklemburgo-Schwerin e Carolina Luísa de Saxe-Weimar-Eisenach (falecida em 1816). Para o duque de Orleães, esta era uma aliança conveniente, embora despretensiosa, mas afinal a princesa era sobrinha do rei da Prússia, Frederico Guilherme III.
O casamento teve lugar no dia 30 de maio de 1837 no palácio de Fontainebleau, porque devido a diferença religiosa a cerimônia não poderia ser realizada na catedral de Notre-Dame de Paris. Eles se casaram em três cerimônias (uma civil, outra católica e uma luterana).

### Descendência
O casal teve somente dois filhos:
1. Luís Filipe, Conde de Paris, Príncipe Real, casou-se com Maria Isabel de Orleães, Infanta da Espanha (1848–1919), com descendência.
2. Roberto, Duque de Chartres, casou-se com a princesa Francisca de Orleães (1844–1925), com descendência.

## Morte

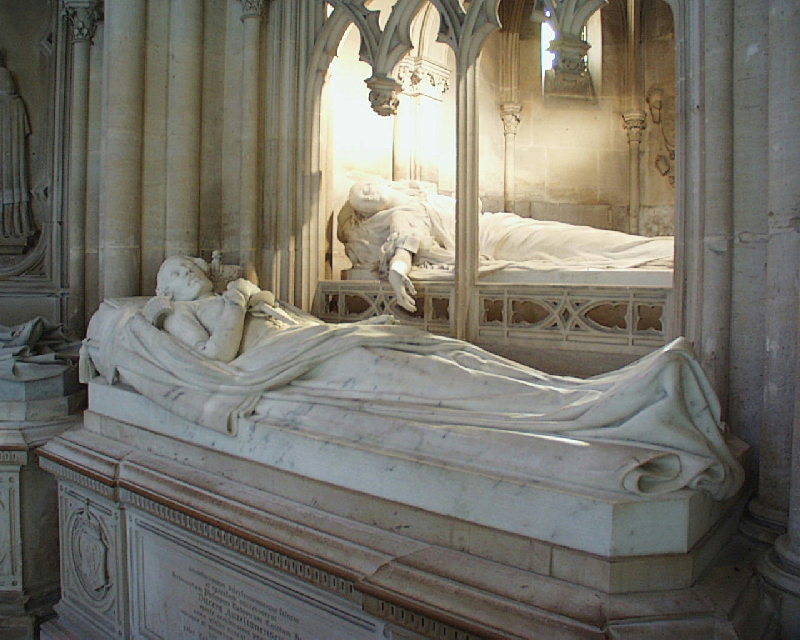
Tumbas dos Duques de Orleães na Capela Real de Dreux

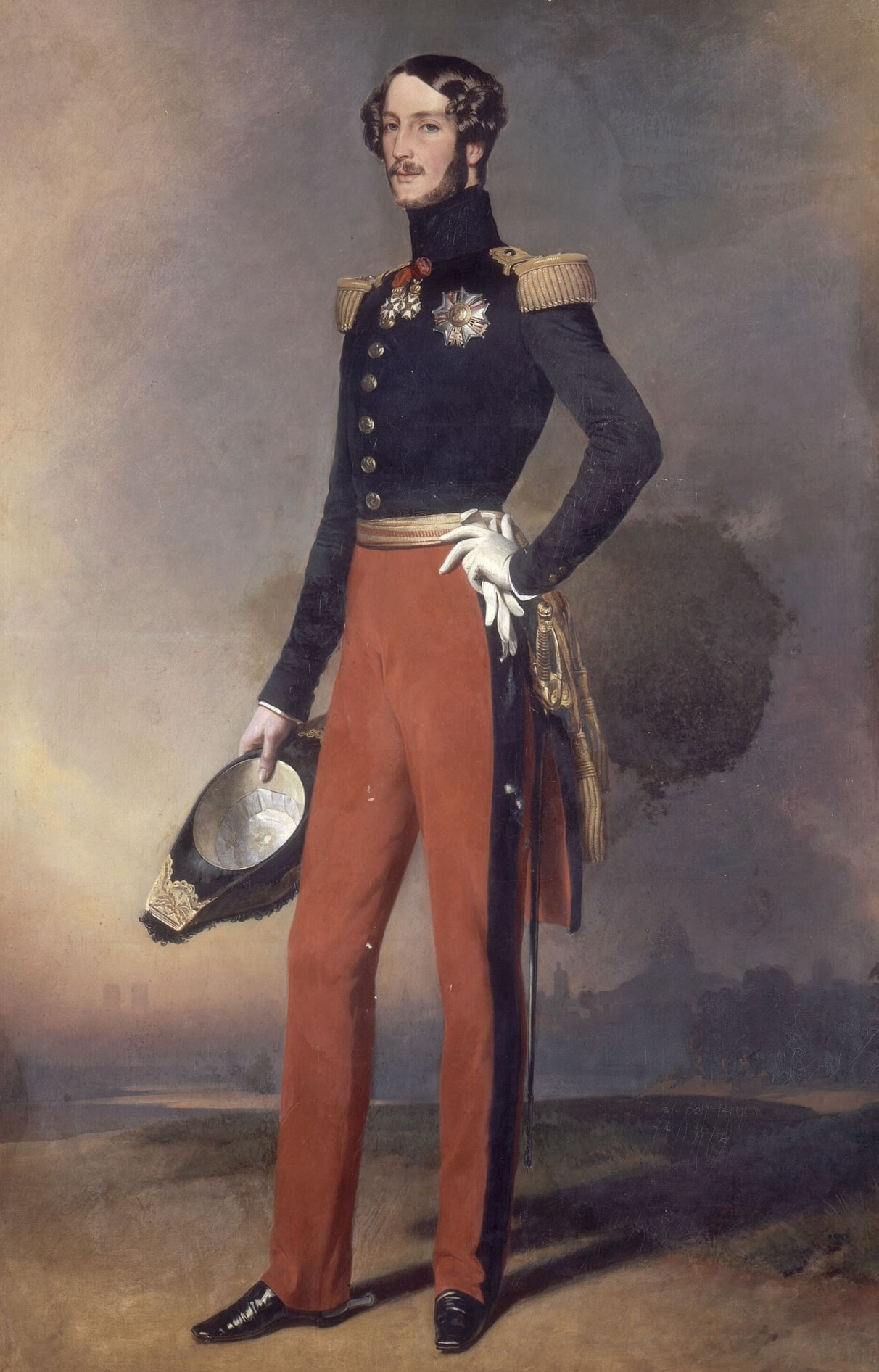
Retrato póstumo por Franz Xaver Winterhalter, 1843.

Fernando Filipe morreu tragicamente num acidente de carruagem, aos trinta e dois anos, em Neuilly-sur-Seine, Altos do Sena. Ele foi sepultado numa elaborada tumba na Capela Real de Dreux. 
Aproximadamente dezesseis anos depois, sua esposa, Helena, morre em Richmond, Surrey, aonde membros da família real francesa fora obrigada a se refugiar após a revolta contra o rei Luís Filipe I e a eleição de Napoleão III de França para a presidência da França. Haja vista que Helena era protestante, ela não poderia ser enterrada na Capela Real de Dreux. Em vez disso, um salão com uma entrada em separada fora construído em anexo à Capela, e uma janela foi aberta entre a sua e a tumba do marido. A escultura da princesa protestante descansa sobre a tumba, exibindo-a tentando alcançar a tumba do príncipe do outro lado da janela.
Entre seus muitos descendentes estão incluídos o rei Manuel II de Portugal, o conde de Paris e o rei da Espanha, Filipe VI.